# Rocketdyne

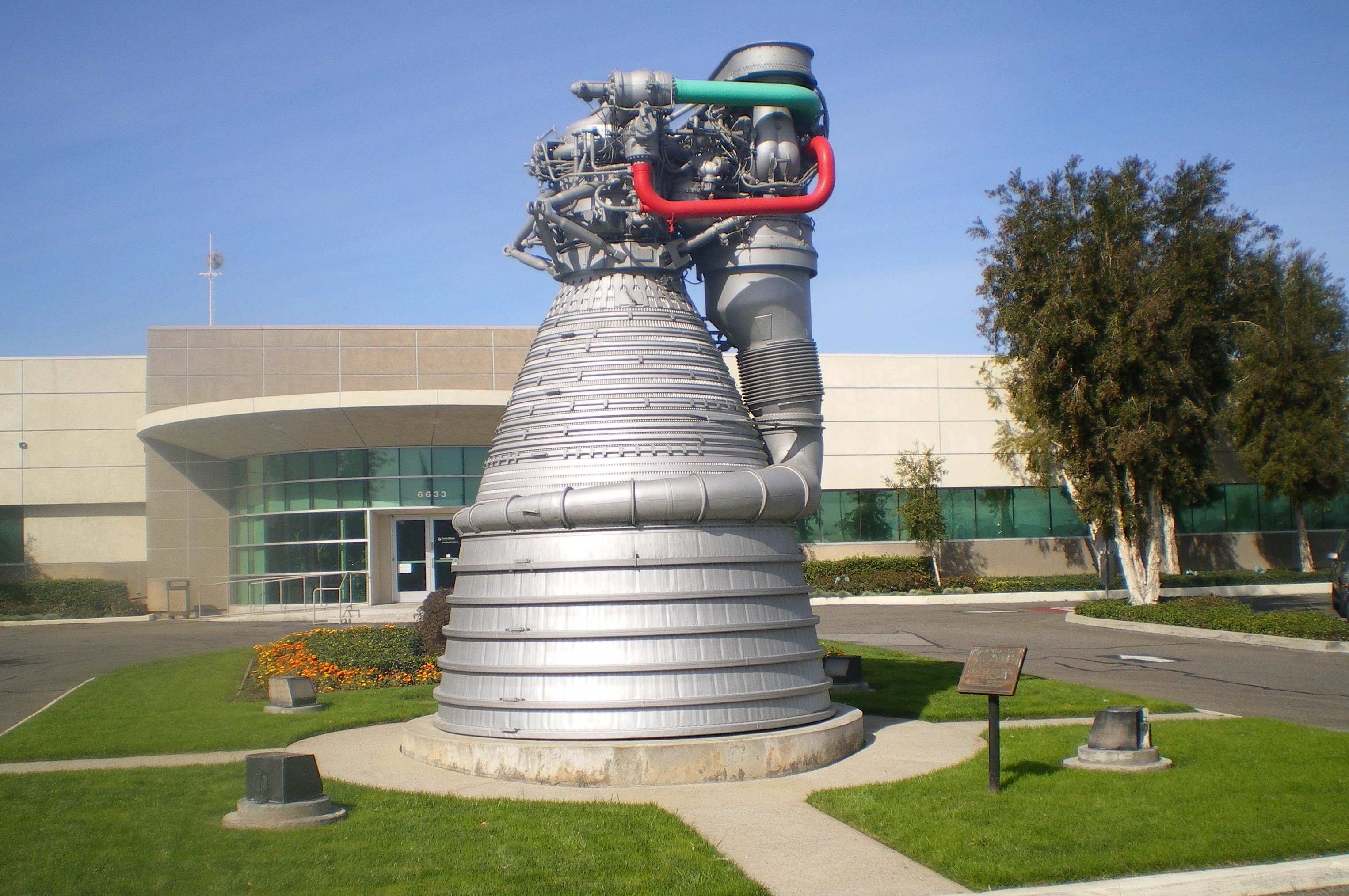
Sede da divisão Rocketdyne da Pratt & Whitney, rm Canoga Park, Los Angeles, California.

A Rocketdyne foi a maior companhia de fabricação de motores para foguetes dos Estados Unidos. Durante a maior parte de sua existência, a companhia pertenceu a North American Aviation.
Posteriormente esta companhia foi anexada pela Rockwell International, e em dezembro de 1996, ela foi adquirida pela Boeing Defense, Space & Security.
Em fevereiro de 2005, a Boeing vendeu a Rocketdyne para a Pratt & Whitney e esta transação foi completada em 2 de agosto de 2005.
Muitos motores de foguetes foram testados no laboratório da Boeing em Santa Susana, (Santa Susana Field Laboratory, (SSFL)), localizados na cordilheira Santa Susana e nas colinas Simi, situados respectivamentes no noroeste da cidade de Los Angeles e em Chatsworth, no estado da California.
A Rocketdyne, é atualmente conhecida como Pratt & Whitney Rocketdyne, Inc., fazendo parte da United Technologies Corporation, com a sua sede em Canoga Park, na California contando também com outras unidades: em Huntsville, no estado do Alabama, no Kennedy Space Center e em West Palm Beach ambos no estado da Flórida, e no Stennis Space Center no estado do Mississippi.
A divisão Rocketdyne, conduz diversos programas e projetos em com a Edwards Air Force Base localizada no vale Antelope e atua dentro da área desertica do estado da California em Rosamond, em companhia da empresa aeroespacial Lockheed, agora conhecida como Lockheed Martin.
Alguns dos produtos da Rocketdyne
- H-1 (RP-1/LOX) Usado pelo Saturno I, Saturno IB, Jupiter-C, e por alguns foguetes da família Delta
- F-1 (RP-1/LOX) Usado pelo Saturno V.
- J-2 (LH2/LOX) Usado pelos Saturno V e pelo Saturno IB.
- RS-25 (LH2/LOX) O motor principal do Ônibus Espacial
- RS-68 (LH2/LOX) Usado pelo primeiro estágio do Delta IV
- RS-27A (RP-1/LOX) Usado pelos foguetes: Delta II/Delta III e o ICBM SM-65 Atlas